# Michael Georg Conrad
Michael Georg Conrad (Gnodstadt, 5 de abril de 1846 – Munique, 20 de dezembro de 1927) foi um escritor alemão do Naturalismo.

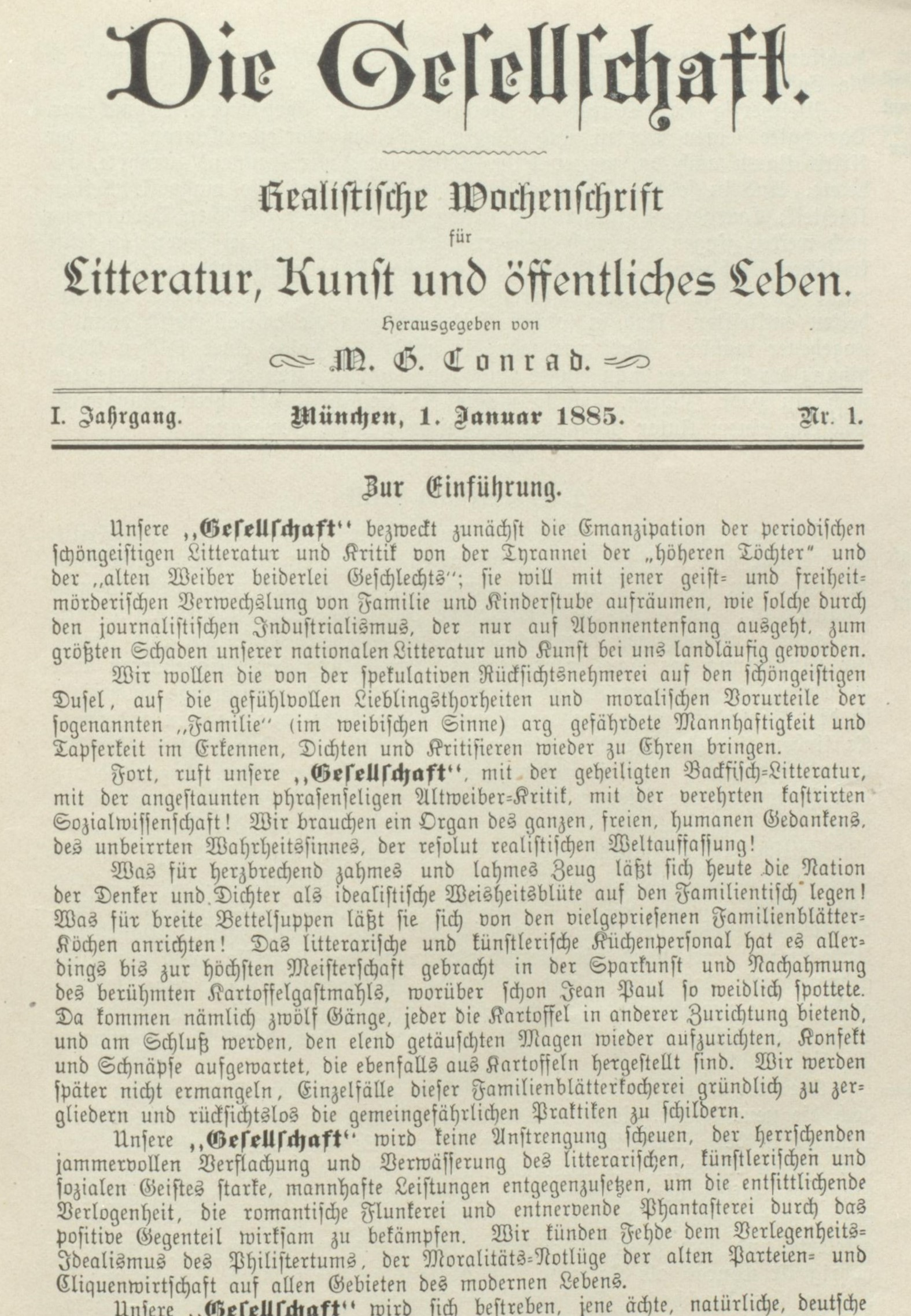

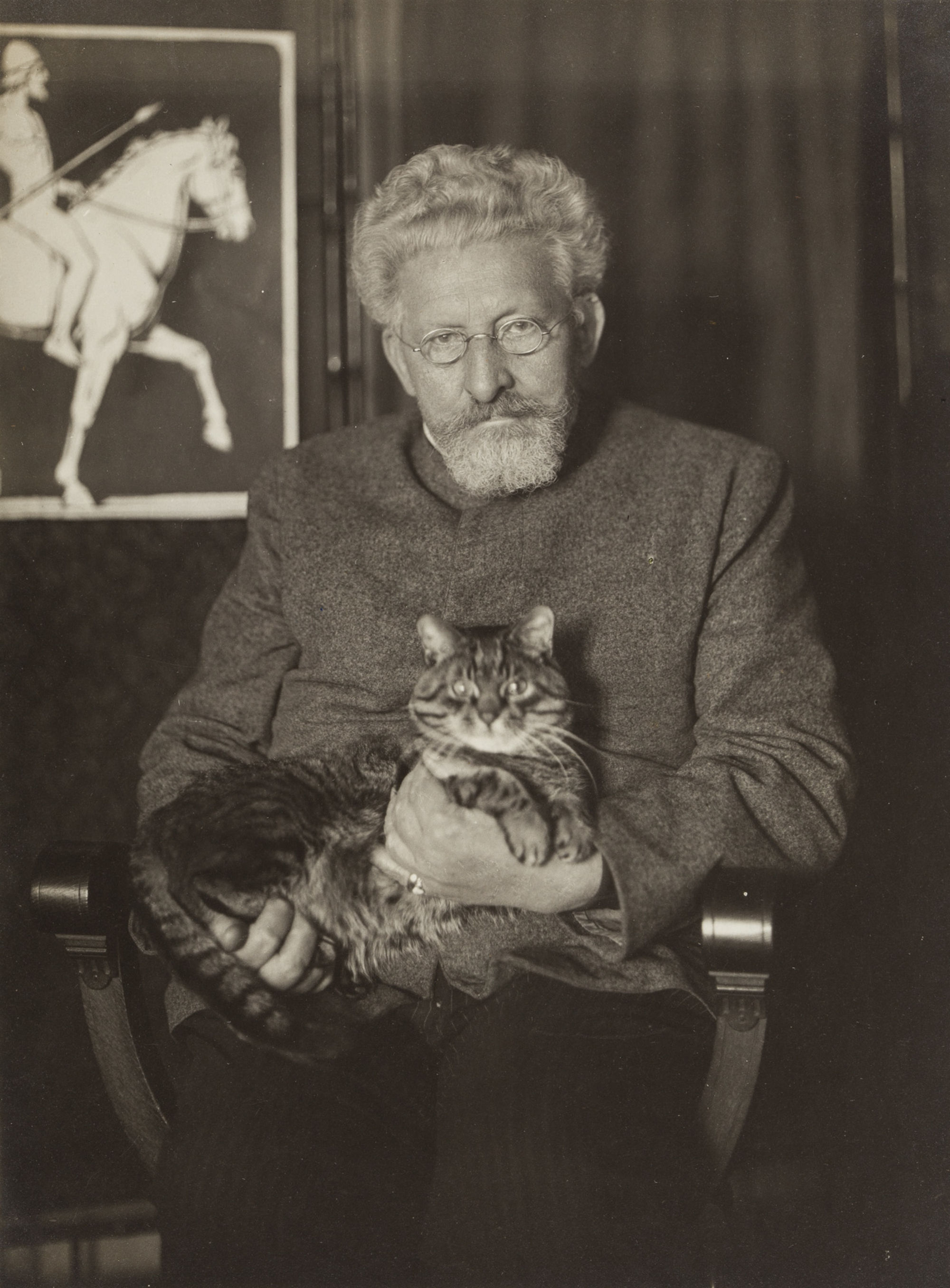

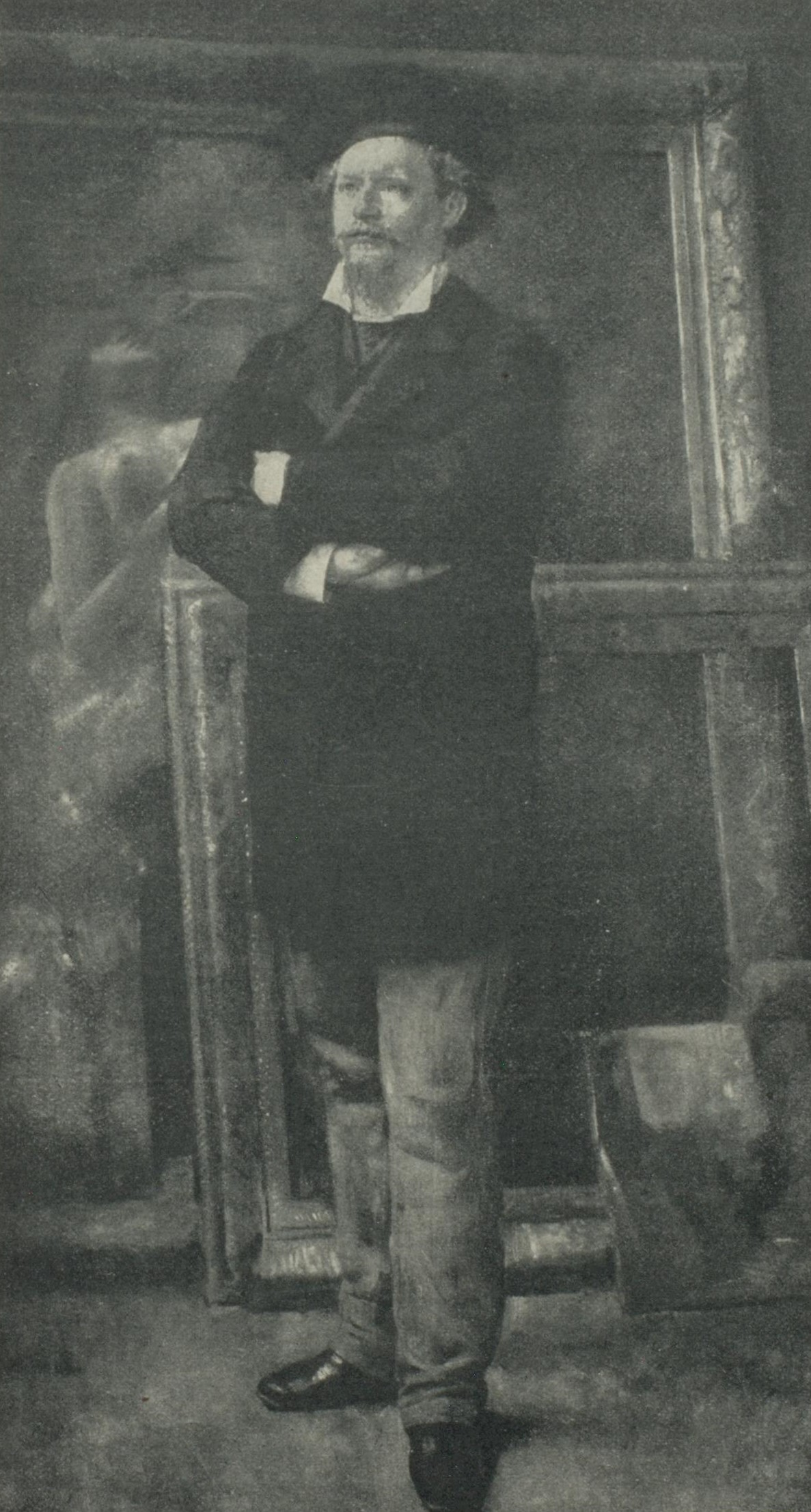

## Vida
Conrad foi o filho mais velho de um agricultor de Gnodstadt (hoje parte de Marktbreit), perto de Ochsenfurt. Ele frequentou o seminário de professores em Altdorf bei Nürnberg para cursar Pedagogia. Mais tarde, acrescentou as disciplinas Filosofia e Filologia Moderna. Conrad transferiu-se depois para as universidades de Genebra, Nápoles e Paris. Concluiu seus estudos em 1868, obtendo o título de Doutor em Filosofia.
No mesmo ano, foi para Genebra por dois anos, onde trabalhou como professor na escola luterana de língua alemã. Ali, em fevereiro de 1870, ingressou na loja maçônica L'union des coeurs. Em 1870/71, seguiu para Itália, onde viveu até 1878. Lá, entre outras atividades, foi cofundador e Mestre da Cadeira da loja de língua alemã Pestalozzi. Em 1878, mudou-se para Paris, onde permaneceu cinco anos, atuando como professor no Institut Polyglotte. No último ano de sua estadia na França, trabalhou majoritariamente no escritório parisiense do jornal Frankfurter Zeitung.
Em 1883, mudou-se para Munique. Tornou-se logo uma figura central do movimento naturalista. Em 1885, fundou a revista Die Gesellschaft. Em 1891, Conrad foi eleito para a diretoria da Gesellschaft für modernes Leben (“Sociedade para a Vida Moderna”), idealizada por Julius Schaumberger. Assim, ele se tornou corresponsável pelo jornal da associação, Moderne Blätter, e pelo Freie Bühne (“Teatro Livre”). Isso complementou sua atividade de editor da Gesellschaft, na qual, em numerosos ensaios, editoriais e resenhas, defendia sobretudo uma literatura — e também uma sociedade — renovada em sentido realista e naturalista. Ele foi incentivador de vários artistas, entre os quais Otto Julius Bierbaum, com quem manteve amizade por toda a vida.
Manteve vínculos com o pintor e reformista de estilo de vida Karl Wilhelm Diefenbach, em cujo favor interveio ativamente algumas vezes, e também apoiou o então discípulo de Diefenbach, Gustav Arthur (Gusto) Gräser, cofundador da comunidade de retirantes Monte Verità em Ascona.
M. G. Conrad usou algumas vezes Pseudônimos: Arthur Feldmann, Hans Frank, Fritz Hammer, Ignotus, Erich Stahl, Erwin Sturm e Vult.
Em 1887, casou-se em segundas núpcias com a atriz da Corte de Munique e escritora Marie Ramlo, que também publicou obras sob o nome Marie Conrad-Ramlo.
Entre 1893 e 1898, ele foi deputado do Reichstag alemão (Parlamento do Império), representando o círculo eleitoral Médio-Franconia 3 (Ansbach, Schwabach) pelo partido Deutsche Volkspartei.
Aos 81 anos de idade, Michael Georg Conrad faleceu em 20 de dezembro 1927, em Munique. Seu túmulo encontra-se no cemitério de Gnodstadt.

## Obras

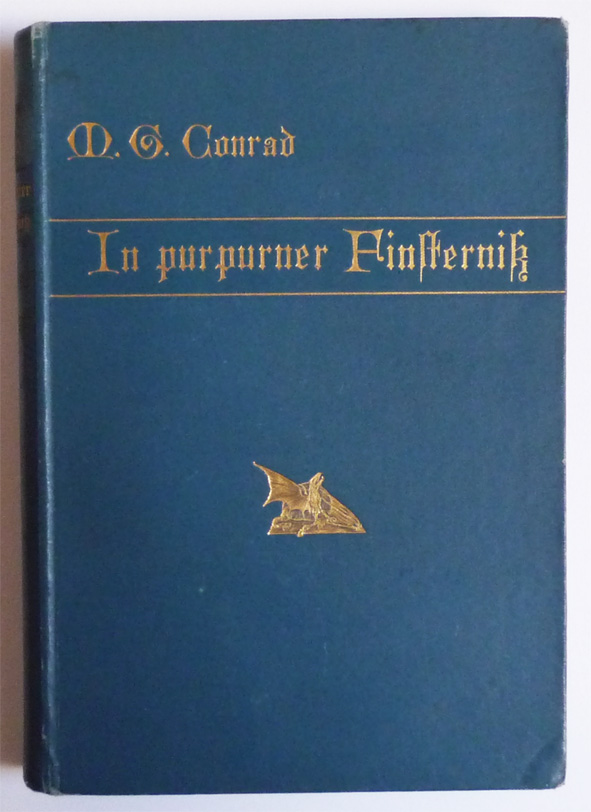

- Zur Volksbildungsfrage im deutschen Reich. Freie pädagogisch-sociale Studien und Reformvorschläge zur Förderung der Erziehungswissenschaften und Aufklärung des Volkes. 1871.
- Die Loge im Kulturkampf. 1875.
- Humanitas! Kritische Betrachtungen über Christenthum, Wunder und Kernlied.. Zürich, Verlags-Magazin, 1875.
- „Mehr Licht“. Kritische Betrachtungen über die Freimaurerei. 1877.
- Die religiöse Krisis. Aus dem Italienischen übersetzt, eingeleitet und glossirt von M.G. Conrad. S. Schottlaender, Breslau 1878.
- Die letzten Päpste. Ketzerbriefe aus Rom. 2. Auflage. S. Schottlaender, Breslau 1878. Neuausgaben: Die letzten Päpste. Ketzerbriefe aus Rom. Mit einer Einleitung von Kurt Eggers. Nordland-Verlag, Berlin 1941. Die Letzten Päpste. Ketzerbriefe Aus Rom. Nabu-Press, 2010 (especialmente sobre Pio IX).
- Die Musik im heutigen Italien. 1879.
- Parisiana. Plaudereien über die neueste Literatur und Kunst der Franzosen. 1880.
- Flammen! Für freie Geister. 1882.
- Lutetias Töchter. Erzählung, 1883.
- Schlechte Gesellschaft. Realistische Novellen, 1885.
- Totentanz der Liebe; Münchener Novellen. 1885.
- Die Emanzipierten. Lustspiel, 1888.
- Was die Isar rauscht. Roman em três volumes, 1888.
  - 1. Was die Isar rauscht
  - 2. Die klugen Jungfrauen
  - 3. Die Beichte des Narren
- Pumpanella. Ein Buch für geistreiche Leute, die abseits gehen. 1889.
- Deutsche Weckrufe. 1890.
- Der Kampf ums Dasein der Literatur. 1890.
- Die Moderne. 1891.
- Letzte Wahrheiten. 1892.
- Bergfeuer. Evangelische Erzählungen. 1893.
- Ketzerblut. Sozialpolitische Stimmungen und kritische Abschlüsse. 1893.
- Raubzeug und andere Novellen. 1893.
- Die Sozialdemokratie und die Moderne. Ensaio. 1893.
- Begleitwort. In: Oskar Panizza: Der teutsche Michel und Der Römische Papst. Altes und Neues aus dem Kampfe des Teutschtums gegen römisch-wälsche Überlistung und Bevormundung in 666 Tesen und Zitaten. Wilhelm Friedrich, Leipzig 1894.
- Münchner Frühlingswunder. Roman. 1895.
- In purpurner Finsterniß. Roman. 1895.
- Der Übermensch in der Politik. Betrachtungen über die Reichs-Zustände am Ausgange des Jahrhunderts. 1895.
- Salve Regina. Lyrischer Cyklus. 1899.
- Von Emile Zola bis Gerhart Hauptmann. Autobiographie. 1902.
- Majestät: Ein Königsroman. 1902.
- Von Emile Zola bis Gerhart Hauptmann. Erinnerungen zur Geschichte der Moderne. 1902.
- Der Herrgott am Grenzstein. Fränkischer Dorfroman. 1904.
- Otto Julius Bierbaum zum Gedächtnis, 1912 (Hrsg.: Conrad, Croissant-Rust, Brandenburg).
- Mit reinen Mitteln. Zeitgeschichtliche Betrachtungen, Artikel für Zeitschrift Der Ruf, 1927 (Online).

### Cartas
- Gerd-Hermann Susen (Hrsg.): Wilhelm Bölsche. Briefwechsel mit Autoren der Freien Bühne. Berlin: Weidler Buchverlag 2010 (Briefe und Kommentare), S. 621–633.
- Gerd-Hermann Susen (Hrsg.): „… denn alles Moderne ist mit uns gegangen“. Der Briefwechsel zwischen Hermann Bahr und Michael Georg Conrad. In: Tim Lörke, Gregor Streim, Robert Walter-Jochum (Hrsg.): Von den Rändern zur Moderne. Studien zur deutschsprachigen Literatur zwischen Jahrhundertwende und Zweitem Weltkrieg. Festschrift für Peter Sprengel zum 65. Geburtstag. Würzburg 2014, S. 27–61.

## Espólio
O espólio escrito de Michael Georg Conrad encontra-se no acervo literário da Monacensia im Hildebrandhaus.

## Literatura
- Hans Merian: Die sogenannten „Jungdeutschen“. Ein Vortrag. Werther, Leipzig 1889.
- Ernst Kreowski: Majestät, ein Königsroman von Michael Georg Conrad. Berlin 1902, Verlag von Otto Janke. In: Die Neue Zeit. Wochenschrift der deutschen Sozialdemokratie. Jg. 20 (1901–1902), Bd. 2. (1902), Heft 26=52, S. 830–832 Digitalisat.
- Paul Arthur Loos, ed. (1957). «Conrad, Michael Georg». Neue Deutsche Biographie (NDB) (em alemão). 3. 1957. Berlim: Duncker & Humblot. pp. 335 et seq..
- Hans Mahr: Michael Georg Conrad. Ein Gesellschaftskritiker des deutschen Naturalismus. Greß, Marktbreit 1986, ISBN 3-920094-49-2.
- Gerhard Stumpf: Michael Georg Conrad. Ideenwelt, Kunstprogrammatik, literarisches Werk. Lang, Frankfurt am Main / Bern / New York 1986 (= Europäische Hochschulschriften. Band 1 [= Deutsche Sprache und Literatur; 914]), ISBN 3-8204-8801-4.
- Jost Hermand: Grüne Utopien in Deutschland. Zur Geschichte des ökologischen Bewußtseins. Fischer, Frankfurt/M. 1991, ISBN 3-596-10395-9.
- Günter Helmes: Michael Georg Conrad: „Was die Isar rauscht“. In: Reclams Romanlexikon. Reclam, Stuttgart 1999, ISBN 978-3-15-018002-0, S. 516f.
- Michel Durand: Michael Georg Conrad à Paris. 1878–1882. „Années d'apprentissage“ d'un intellectuel critique. Lang, Bern 2004 (= Convergences; 32), ISBN 3-03910-396-2.
- Clarissa Höschel: Michael Georg Conrad und sein ‚Poetikstreit’ mit Leopold Ritter von Sacher-Masoch. In: Literatur in Bayern (2007), Heft 9, Dezember 2007, S. 58–61.
- Clarissa Höschel: M.G. Conrads Dorfroman „Der Herrgott am Grenzstein“. In: Mainfränkisches Jahrbuch für Geschichte und Kunst. Bd. 61 (2009), S. 280–304.
- Harald Beck: „An Ihnen liebe ich Alles“. Der Briefwechsel zwischen Franziska zu Reventlow und Michael Georg Conrad. Franziska zu Reventlow zum 150. Geburtstag im Jahr 2021. In: Gabriele von Bassermann-Jordan, Waldemar Fromm, Wolfram Göbel und Kristina Kargl (Hrsg.): Frauen der Boheme 1890–1920, ausgewählte Beiträge zur Ausstellung „Frei leben!“. Allitera Verlag, München 2022, ISBN 978-3-96233-341-6, S. 69–91.Referências

1. ↑  Hans-Joachim Böttcher Otto Julius Bierbaum - Ein Poetenleben voller Ruhm und Tragik. [S.l.: s.n.] ISBN 978-3-944487-94-6
2. ↑  Gerd Otto-Rieke: Gräber in Bayern. München 2000. S. 56.
3. ↑  «Michael Georg Conrad» (em alemão)